# Nectadamas
Nectadamas är ett släkte av nässeldjur. Nectadamas ingår i familjen Prayidae.
Kladogram enligt Catalogue of Life:
| Nectadamas | \| \| Nectadamas diomedeae \| \| \| \| \| \| Nectadamas richardi \| \| \| \| |
|            | \| \| Nectadamas diomedeae \| \| \| \| \| \| Nectadamas richardi \| \| \| \| |
|            | Amphicaryon                                                                  |
|            |                                                                              |
|            | Craseoa                                                                      |
|            |                                                                              |
|            | Desmophyes                                                                   |
|            |                                                                              |
|            | Lilyopsis                                                                    |
|            |                                                                              |
|            | Maresearsia                                                                  |
|            |                                                                              |
|            | Mistoprayina                                                                 |
|            |                                                                              |
|            | Nectopyramis                                                                 |
|            |                                                                              |
|            | Neorosacea                                                                   |
|            |                                                                              |
|            | Praya                                                                        |
|            |                                                                              |
|            | Prayoides                                                                    |
|            |                                                                              |
|            | Prayola                                                                      |
|            |                                                                              |
|            | Rosacea                                                                      |
|            |                                                                              |
|            | Stephanophyes                                                                |
|            |                                                                              |
|            | Nectadamas diomedeae                                                         |
|            |                                                                              |
|            | Nectadamas richardi                                                          |
|            |                                                                              |

|  | Nectadamas diomedeae |
|  |                      |
|  | Nectadamas richardi  |
|  |                      |